# Nadine Capellmann
Nadine Capellmann (n. 9 iulie 1965, Würselen, zona de ocupație americană în Germania⁠(d), Germania) este o sportivă ce a reprezentat Germania, medaliată olimpică. A participat la 2 ediții ale Jocurilor Olimpice (2000, 2008) în care a câștigat două medalii de aur.